# Улица Апес (Рига)
Улица А́пес (латыш. Apes iela) — улица в Видземском предместье города Риги, в микрорайоне Тейка. Начинается от Бривибас гатве и заканчивается перекрёстком с улицей Ропажу. С другими улицами не пересекается.
На всём протяжении имеет асфальтовое покрытие. Общая длина улицы составляет 256 метров. Общественный транспорт по улице не курсирует.
Застроена преимущественно многоквартирными домами разного времени постройки.

## История
Упоминается с 1910 года, первоначально как Гоппенгофская улица — в честь небольшого города на северо-востоке Латвии, исторически носившего наименование Гоппенгоф (нем. Hoppenhöf, латыш. Opesmuiža). С 1916 года город стал официально называться Опе, а в 1920-е годы получил современное название Апе. Вслед за городом, уточнялось и название улицы. Современное название она носит с 6 сентября 1923 года. Других её переименований не было.